# 第727戦闘飛行隊 (デンマーク空軍)
第727戦闘飛行隊（だい727せんとうひこうたい、英: Fighter Squadron 727）は、デンマーク空軍スクリュズストロプ戦闘航空団隷下の戦闘機部隊。スクリュズストロプ空軍基地に所在し、戦闘機にF-16AM/BMを運用する。

## 概要
1952年11月1日にカーロプ空軍基地で第727飛行隊（Eskadrille 727）として編成され、リパブリックF-84Gが配備された。1959年にノースアメリカンF-100Dへ機種転換し、1974年4月1日にはスクリュズストロプ空軍基地へ移駐した。1979年7月1日に第727飛行隊は、ジェネラル・ダイナミクスF-16AM/BM配備に伴い、F-100D飛行班とF-16飛行班に分割して運用された。
2005年1月1日に部隊改編によって第727戦闘飛行隊に名称が変更された。

## 歴代運用機
- 戦闘機

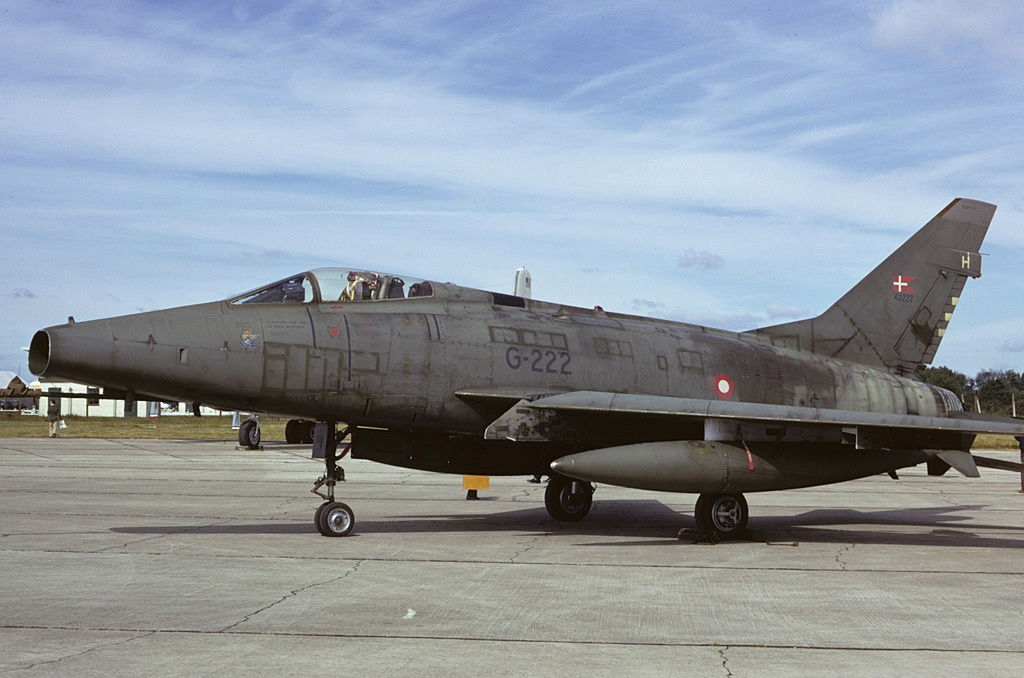
第727飛行隊で運用したF-100D

  - F-84G（1952年 - 1959年）
  - F-100D（1959年 - 1981年）
  - F-16AM/BM（1979年 - ）